# Звичайні губки
Звича́йні гу́бки (Demospongiae) — клас безхребетних типу губок (Porifera), що охоплює більшість представників типу — близько 8000 видів, що поєднують у 500 родів, 88 родин та 14 рядів. Клас морських тварин типу Губки, становить 90% видового різноманіття таксона. Більшість видів проживає у морі; представники семи родин із ряду Haplosclerida перейшли до життя в прісних водоймах. 

## Будова
Для всіх звичайних губок характерна канальна система лейконоїдного типу. Скелет представлений волокнами білка спонгіну або скріпленими спонгіном спікулами з діоксиду кремнію. Спікули, якщо присутні, володіють одноосьовим або чотирипроменевою будовою. У дуже невеликого числа представників розвинені додаткові базальні скелетні утворення з карбонату кальцію.

## Звичайні губки в Україні
Морські губки віддають перевагу тропічним і субтропічним мілководдям, проте губка бодяга і морська свердляча губка зустрічаються у водоймах України. Також губку бадягу використовують в медицині як засіб від синців. Це засіб, що містить кремнезем, карбонади і фосфати, сприяє активізації кровообігу, регенерації шкіри, бодяга надає розсмоктувальний і знезаражувальний вплив.

## Ряди
- Ряд Agelasida Verrill, 1907 — Агеласиди
  - Родина Agelasidae Verrill, 1907
  - Родина Astroscleridae Lister, 1900
- Ряд Astrophorida Sollas, 1888 — Астрофори
  - Родина Ancorinidae Schmidt, 1870
  - Родина Calthropellidae Lendenfeld, 1907
  - Родина Geodiidae Gray, 1867
  - Родина Pachastrellidae Carter, 1875
  - Родина Thrombidae Sollas, 1888
- Ряд Chondrosida Boury-Esnault & Lopès, 1985 — Хонросиди
  - Родина Chondrillidae Gray, 1872
- Ряд Dendroceratida Minchin, 1900 — Дендроцерати
  - Родина Darwinellidae Merejkowsky, 1879
  - Родина Dictyodendrillidae Bergquist, 1980
  - Родина Psamminidae
- Ряд Dictyoceratida Minchin, 1900 — Диктіоцерати
  - Родина Dysideidae Gray, 1867
  - Родина Irciniidae Gray, 1867
  - Родина Spongiidae Gray, 1867
  - Родина Thorectidae Bergquist, 1978
- Ряд Hadromerida Topsent, 1894 — Хадромери
  - Родина Acanthochaetetidae Fischer, 1970
  - Родина Alectonidae Rosell, 1996
  - Родина Choanitidae
  - Родина Clionidae d'Orbigny, 1851
  - Родина Hemiasterellidae Lendenfeld, 1889
  - Родина Placospongiidae Gray, 1867
  - Родина Polymastiidae Gray, 1867
  - Родина Sollasellidae Lendenfeld, 1887
  - Родина Spirastrellidae Ridley & Dendy, 1886
  - Родина Stylocordylidae Topsent, 1892
  - Родина Suberitidae Schmidt, 1870
  - Родина Tethyidae Gray, 1848
  - Родина Timeidae Topsent, 1928
  - Родина Trachycladidae Hallmann, 1917
- Ряд Halichondrida Gray, 1867 — Галіхондри
  - Родина Axinellidae Carter, 1875
  - Родина Bubaridae Topsent, 1894
  - Родина Desmoxyidae Hallmann, 1917
  - Родина Dictyonellidae Van Soest, Diaz & Pomponi, 1990
  - Родина Halichondriidae Gray, 1867
- Ряд Haplosclerida Topsent, 1928 — Гаплосклери
  - Родина Nepheliospongiidae
- Підряд Haplosclerina Topsent, 1928
  - Родина Callyspongiidae de Laubenfels, 1936
  - Родина Chalinidae Gray, 1867
  - Родина Niphatidae Van Soest, 1980
- Підряд Petrosina Boury-Esnault & Van Beveren, 1982
  - Родина Calcifibrospongiidae Hartman, 1979
  - Родина Petrosiidae Van Soest, 1980
  - Родина Phloeodictyidae Carter, 1882
- Підряд Spongillina Manconi & Pronzato, 2002 — Freshwater Sponges
  - Родина Lubomirskiidae Rezvoi, 1936
  - Родина Malawispongiidae Manconi & Pronzato, 2002
  - Родина Metaniidae Volkmer-Ribeiro, 1986
  - Родина Metschnikowiidae Czerniavsky, 1880
  - Родина Potamolepidae Brien, 1967
  - Родина Spongillidae Gray, 1867
- Ряд Homosclerophorida Dendy, 1905 — Гомосклерофори
  - Родина Plakinidae Schulze, 1880
- Ряд Lithistida Sollas, 1888 — Літисти
  - Родина Azoricidae Sollas, 1888
  - Родина Corallistidae Sollas, 1888
  - Родина Desmanthidae Topsent, 1894
  - Родина Isoraphiniidae Schrammen, 1924
  - Родина Leiodorellidae
  - Родина Macandrewiidae Schrammen, 1924
  - Родина Neopeltidae Sollas, 1888
  - Родина Phymaraphiniidae Schrammen, 1910
  - Родина Phymatellidae Schrammen, 1910
  - Родина Pleromidae Sollas, 1888
  - Родина Scleritodermidae Sollas, 1888
  - Родина Siphonidiidae Lendenfeld, 1903
  - Родина Theonellidae Lendenfeld, 1903
  - Родина Vetulinidae Lendenfeld, 1903
- Ряд Poecilosclerida Topsent, 1928 — Поцилосклери
  - Родина Amphilectidae de Laubenfels, 1936
  - Родина Anchinoidae
  - Родина Phorbasidae
  - Родина Plocamiidae
- Підряд Microcionina Hajdu, Van Soest & Hooper, 1994
  - Родина Acarnidae Dendy, 1922
  - Родина Microcionidae Carter, 1875
  - Родина Raspailiidae Hentschel, 1923
  - Родина Rhabderemiidae Topsent, 1928
- Підряд Mycalina Hajdu, Van Soest & Hooper, 1994
  - Родина Cladorhizidae Dendy, 1922
  - Родина Desmacellidae Ridley & Dendy, 1886
  - Родина Esperiopsidae Hentschel, 1923
  - Родина Guitarridae Dendy, 1924
  - Родина Hamacanthidae Gray, 1872
  - Родина Isodictyidae Dendy, 1924
  - Родина Merliidae Kirkpatrick, 1908
  - Родина Mycalidae Lundbeck, 1905
  - Родина Podospongiidae de Laubenfels, 1936
  - Родина Sigmaxinellidae
- Підряд Myxillina Hajdu, Van Soest & Hooper, 1994
  - Родина Chondropsidae Carter, 1886
  - Родина Coelosphaeridae Dendy, 1922
  - Родина Crambeidae Lévi, 1963
  - Родина Crellidae Dendy, 1922
  - Родина Dendoricellidae Hentschel, 1923
  - Родина Desmacididae Schmidt, 1870
  - Родина Hymedesmiidae Topsent, 1928
  - Родина Iotrochotidae Dendy, 1922
  - Родина Myxillidae Dendy, 1922
  - Родина Phellodermidae Van Soest & Hajdu, 2002
  - Родина Tedaniidae Ridley & Dendy, 1886
- Ряд Spirophorida Bergquist & Hogg, 1969 — Спірофори
  - Родина Samidae Sollas, 1888
  - Родина Spirasigmidae Hallmann, 1912
  - Родина Tetillidae Sollas, 1886
- Ряд Verongida Bergquist, 1978 — Веронгіди
  - Родина Aplysinellidae Bergquist, 1980
  - Родина Aplysinidae Carter, 1875
  - Родина Ianthellidae Hyatt, 1875
  - Родина Pseudoceratinidae Carter, 1885